# Ponte circolare di Kawazu-Nanadaru

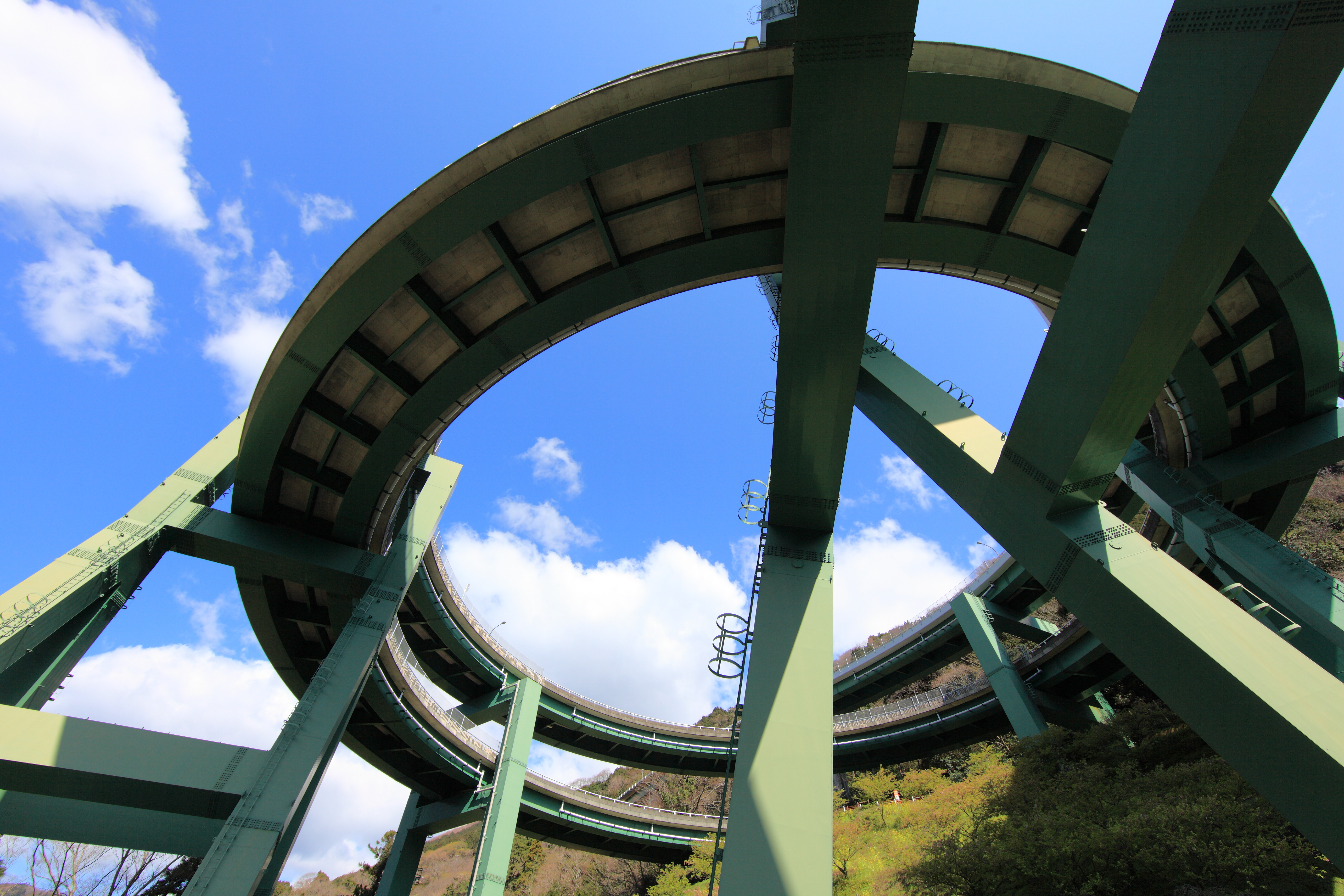
Il ponte visto dalla base

Il ponte circolare di Kawazu-Nanadaru (河津七滝ループ橋?) è un ponte giapponese situato a Kawazu, nella prefettura di Shizuoka.
Il ponte circolare di Kawazu-Nanadaru si trova sulla strada nazionale 414, la quale collega Namazu a Shimoda. Il ponte ha una forma di spirale, con un diametro di ottanta metri; la lunghezza totale del ponte è 1064 metri. L'apertura del ponte è avvenuta nel 1981.